# Scymnus carri
Scymnus carri är en skalbaggsart som beskrevs av Gordon 1976. Scymnus carri ingår i släktet Scymnus och familjen nyckelpigor. Inga underarter finns listade i Catalogue of Life.